# Аборти в Естонії

Правовий статус абортів у світі:
Легальний
Легальний при зґвалтуванні та за медико-соціальними показниками
Легальний у випадках (або заборонений, окрім випадків) зґвалтування, медико-соціальних протипоказань
Заборонений, окрім випадків зґвалтування та медико-соціальних протипоказань
Заборонений, окрім випадків загрозі життю жінки та при наявності психічних і патологічних протипоказань
Заборонений без виключень
Відмінності за регіонами
Відсутні дані

Аборти в Естонії законні починаючи з 23 листопада 1955 року, коли Естонська РСР була частиною Радянського Союзу. Естонія доопрацювала своє законодавство після відновлення незалежності.
Естонське законодавство дозволяє аборт за запитом жінки з будь-якою метою до кінця 11 тижня вагітності. Аборти на пізніших строках дозволені до 21 тижня включно, якщо жінці менше 15 років або більше 45 років, якщо вагітність загрожує здоров'ю жінки, якщо плід має серйозний фізичний або розумовий дефект, або якщо хвороба чи інша медична проблема жінки заважає розвиткові плоду.
Жінки, які хочуть зробити аборт з особистих причин, не зазначених у законодавстві про аборти, платять у відповідності з прейскурантом виконавця. Якщо є медичні показання для аборту, його вартість для застрахованих осіб компенсує фонд системи медичного страхування.
Станом на 2006 рік в Естонії 38,7% вагітностей перервалися абортом, в порівнянні з 49,4% за 6 років до цього.
2010 року в Естонії здійснено 9087 абортів, що означає 57,4 аборту на кожну 100 живонароджених. Станом на  2010 рік кількість абортів становила 25,5 на 1000 жінок віком 15-44 років. 